# 1329
Năm 1329 (số La Mã: MCCCXXIX) là một năm thường bắt đầu vào ngày Chủ nhật trong lịch Julius.

## Sinh
- 26 tháng 9 - Anna của Bayern, nữ hoàng của Bohemia (mất 1353)
- 22 tháng 11 - Elisabeth của Meissen, Burgravine của Nuremberg (mất 1375)
- 29 tháng 11 - John I, Công tước xứ Bavaria (mất 1340)
- Ngày chưa biết:
  - Fairuzabadi, nhà nghiên cứu từ ngư học (mất 1414)
  - Prince Lazar của Serbia (mất 1389)
  - Philip II của Taranto (mất 1374)
  - Hosokawa Yoriyuki, samurai của Nhật Bản (mất 1392)